# Sortowanie
Sortowanie – jeden z podstawowych problemów informatyki, polegający na uporządkowaniu zbioru danych względem pewnych cech charakterystycznych każdego elementu tego zbioru. Szczególnym przypadkiem jest sortowanie względem wartości każdego elementu, np. sortowanie liczb, słów itp.
Algorytmy sortowania są stosowane w celu uporządkowania danych, umożliwienia stosowania wydajniejszych algorytmów (np. wyszukiwania) i prezentacji danych w sposób czytelniejszy dla człowieka.
Jeśli jest konieczne posortowanie zbioru większego niż wielkość dostępnej pamięci, stosuje się algorytmy sortowania zewnętrznego.
Algorytmy, do działania których nie jest potrzebna większa niż stała pamięć dodatkowa (elementy sortowane przechowywane są przez cały czas w tablicy wejściowej), nazywane są algorytmami działającymi w miejscu.
Algorytmy sortujące, które dla elementów o tej samej wartości zachowują w tablicy końcowej kolejność tablicy wejściowej, nazywamy algorytmami stabilnymi.

## Problem sortowania
Formalna definicja problemu sortowania
Dane wejściowe: ciąg {\displaystyle n} liczb {\displaystyle \langle a_{0},a_{1},\dots a_{n}\rangle .}
Wynik: permutacja (zmiana uporządkowania) {\displaystyle \langle a'_{0},a'_{1},\dots a'_{n}\rangle } ciągu wejściowego taka, że {\displaystyle a'_{0}\leqslant a'_{1}\leqslant \dots \leqslant a'_{n}.}

## Klasyfikacja
Algorytmy sortowania są zazwyczaj klasyfikowane według:
- złożoności (pesymistyczna, oczekiwana) – zależność liczby wykonanych operacji w stosunku od liczebności sortowanego zbioru {\displaystyle (n).} Typową, dobrą złożonością jest średnia {\displaystyle \mathrm {O} (n\log n)} i pesymistyczna {\displaystyle \Omega (n^{2}).} Idealną złożonością jest {\displaystyle \mathrm {O} (n).} Algorytmy sortujące nie przyjmujące żadnych wstępnych założeń dla danych wejściowych wykonują co najmniej {\displaystyle \mathrm {O} (n\log n)} operacji w modelu obliczeń, w którym wartości są „przezroczyste” i dopuszczalne jest tylko ich porównywanie (w niektórych bardziej ograniczonych modelach istnieją asymptotycznie szybsze algorytmy sortowania);
- złożoność pamięciowa
- sposób działania: algorytmy sortujące za pomocą porównań to takie algorytmy sortowania, których sposób wyznaczania porządku jest oparty wyłącznie na wynikach porównań między elementami; Dla takich algorytmów dolne ograniczenie złożoności wynosi {\displaystyle \Omega (n\log n);}
- stabilność: stabilne algorytmy sortowania utrzymują kolejność występowania dla elementów o tym samym kluczu (klucz – cecha charakterystyczna dla każdego elementu zbioru, względem której jest dokonywane sortowanie). Oznacza to, że dla każdych dwóch elementów {\displaystyle R} i {\displaystyle S} o tym samym kluczu, jeśli {\displaystyle R} wystąpiło przed {\displaystyle S} to po sortowaniu stabilnym {\displaystyle R} nadal będzie przed {\displaystyle S;}

Kiedy elementy o tym samym kluczu są nierozróżnialne, stabilność nie jest istotna.
Przykład: (para liczb całkowitych sortowana względem pierwszej wartości)
```
(4, 1) (3, 7) (3, 1) (5, 6)
```

W tym przypadku są możliwe dwa różne wyniki sortowania:
```
(3, 7) (3, 1) (4, 1) (5, 6) – kolejność zachowana
(3, 1) (3, 7) (4, 1) (5, 6) – kolejność zmieniona
```

- Stabilne algorytmy sortowania gwarantują, że kolejność zostanie zachowana.
- Niestabilne algorytmy sortowania mogą zmienić kolejność.

Algorytmy sortujące dzielimy na proste („naiwne”) i zaawansowane („logarytmiczne”). Powstanie lepszych niż proste algorytmów sortowania spowodowane było konsekwencjami poniższego faktu:
W losowym rozmieszczeniu {\displaystyle n} elementów {\displaystyle a[0],a[1],\dots ,a[n-1]} każdy element jest przesunięty względem swojej pozycji w posortowanym ciągu {\displaystyle a'[0],a'[1],\dots ,a'[n-1]} średnio o {\displaystyle {\frac {n}{3}}} pozycji.
Jeżeli algorytm sortowania zamienia tylko elementy sąsiadujące ze sobą, musi dokonać średnio {\displaystyle {\frac {n}{3}}} zamian dla każdego z {\displaystyle n} elementów. A więc średnia liczba porównań wynosi {\displaystyle n\cdot {\frac {n}{3}}={\frac {n^{2}}{3}}=O(n^{2}).} Jedynym sposobem zmniejszenia asymptotycznej złożoności algorytmów sortujących jest wprowadzenie możliwości zamieniania elementów nie sąsiadujących ze sobą.

## Przykładowe algorytmy sortowania
W podanej złożoności {\displaystyle n} oznacza liczbę elementów do posortowania, {\displaystyle k} liczbę różnych elementów.

### Stabilne
Elementy o równej wartości będą występowały, po posortowaniu, w takiej samej kolejności jaką miały w zbiorze nieposortowanym.
- sortowanie bąbelkowe (ang. bubblesort) – {\displaystyle O(n^{2})}
- sortowanie przez wstawianie (ang. insertion sort) – {\displaystyle O(n^{2})}
- sortowanie przez scalanie (ang. merge sort) – {\displaystyle O(n\log n),} wymaga {\displaystyle O(n)} dodatkowej pamięci
- sortowanie przez zliczanie (ang. counting sort lub count sort) – {\displaystyle O(n+k),} wymaga {\displaystyle O(n+k)} dodatkowej pamięci
- sortowanie kubełkowe (ang. bucket sort) – {\displaystyle O(n^{2}),} wymaga {\displaystyle O(k)} dodatkowej pamięci
- sortowanie pozycyjne (ang. radix sort) – {\displaystyle O(d(n+k)),} gdzie {\displaystyle k} to wielkość domeny cyfr, a {\displaystyle d} szerokość kluczy w cyfrach. Wymaga {\displaystyle O(n+k)} dodatkowej pamięci
- sortowanie biblioteczne (ang. library sort) – {\displaystyle O(n\log n),} pesymistyczny {\displaystyle O(n^{2}).}

### Niestabilne
- sortowanie przez wybieranie (ang. selection sort) {\displaystyle O(n^{2})} – może być stabilne po odpowiednich zmianach
- sortowanie Shella – (ang. shellsort) złożoność nieznana;
- sortowanie grzebieniowe – (ang. combsort) optymistyczny {\displaystyle O(n\log n),} pesymistyczny {\displaystyle O(n^{2});}
- sortowanie szybkie – (ang. quicksort) {\displaystyle O(n\log n),} pesymistyczny {\displaystyle O(n^{2});}
- sortowanie introspektywne – (ang. introspective sort lub introsort) {\displaystyle O(n\log n);}
- sortowanie przez kopcowanie – (ang. heapsort) {\displaystyle O(n\log n).}

## Problemy
- wyszukiwanie elementu o największej wartości funkcji porządkującej
- wyszukiwanie {\displaystyle n}-tego elementu.